# Beit Haverim
Beit Haverim (hebrejsky בית חברים‎, českým přepisem Bejt chaverim, doslovně „dům přátel“) je francouzský spolek sdružující LGBT židy. Sídlí v Paříži na adrese 5, Rue Fénelon v 10. obvodu.

## Historie
Spolek byl založen v roce 1977 několika aškenázskými židy za pomoci pastora Josepha Doucého a je jedním z největších a nejstarších LGBT asociací ve Francii, mj. spoluzakladatel Inter-LGBT.
Od roku 2008 má Beit Haverim sídlo v domě č. 5 v Rue Fénelon v 10. obvodu.
V roce 2017 spolek oslavil 40. výročí svého trvání vydáním knihy, která analyzuje vztah judaismu a homosexuality.

## Činnost
Sdružení podporuje své členy v přijímání jejich homosexuální a židovské identity a prosazuje začleňování homosexuality do francouzské židovské komunity.
Nabízí různé aktivity v Paříži, Lyonu, Montpellier a Marseille, jako jsou setkání s židovskými a/nebo homosexuálními osobnostmi, diskusní fóra, výlety nebo taneční večery.
Sdružení je členem představenstva CGL de Paris, zakládajícím členem Inter-LGBT, členem RAVAD (Réseau d'aide aux victimes d'agression et de discrimination) a Světového kongresu gay lesbických bisexuálních a transgender židovských organizací (World Congress of Gay Lesbian Bisexual and Transgender Jewish Organisations).